# جسر إكو
جسر إكو أو جسر إيكو (بالإنجليزية: Eko Bridge) هو أحد الجسور الثلاثة التي تربط جزيرة لاغوس بالبر الرئيسي، والجسران الآخران هما جسر البر الرئيسي الثالث وجسر كارتر. بنيَّ هذا الجسر عام 1975 وهو أقصر الجسور الثلاثة التي تربط جزيرة لاغوس بالبر الرئيسي.
بنيَّ هذا الجسر بواسطة يوليوس بيرغر نيجيريا. كان هذا أول مشروع كبير تنفذه هذه الشركة والذي وافق عليه شيخو شاجاري الذي كان آنذاك وزيرًا للأشغال العامة في جمهورية نيجيريا الأولى.
يمتد الجسر من إيغورا على البر الرئيسي إلى منطقة أبونجبون في جزيرة لاغوس، ويمتد قسم البحيرة 430 مترًا. بنيَّ الجسر وامتداده البري بطول 1350 مترًا على مراحل بين عامي 1965 و1975. وهو بمثابة نقطة الوصول الأساسية للمركبات التي تدخل جزيرة لاغوس من منطقتي أبابا وسورولير في لاغوس.
بدأت خطة إعادة التأهيل في المرحلة الأولى من 23 أغسطس 2014 إلى 27 أكتوبر 2014 واستمرت لمدة 71 يومًا. أعلنت حكومة الولاية أنَّ إعادة التأهيل لن تتطلب إغلاقه بالكامل بل سيتم إعادة تأهيل الجسر على مراحل. أغلق الجسر جزئيًا لإعادة التأهيل في 4 يوليو 2020. أعادت وزارة الأشغال الفيدرالية النيجيريَّة تأهيل المرحلة الثانية من الجسر في الفترة من 23 أكتوبر إلى 9 نوفمبر 2021.
أعلنت حكومة الولاية رسميًا أنَّ المرحلة الثانية من إعادة التأهيل ستبدأ يوم السبت 23 أكتوبر إلى 9 نوفمبر 2021، من قبل وزارة الأشغال الفيدرالية. ووفقًا للتقرير، سيبدأ العمل على طول منطقة ألاكا-أبونجبون في الولاية.